# Xistra medogensis
Xistra medogensis är en insektsart som beskrevs av Zheng, Z. 2005. Xistra medogensis ingår i släktet Xistra och familjen torngräshoppor. Inga underarter finns listade i Catalogue of Life.